# 막리지의 난
막리지의 난(莫離支 －亂)은 고구려(영류왕 24년) 642년 음력 10월 평양성에서 고구려의 막리지 연개소문이 영류왕과 그를 따르는 주화파 대신 100~180여명을 참살하고 왕족 고장(高臧)을 왕위에 옹립하여 정권을 장악한 정변으로 임인년에 일어났다. 연개소문의 정변 혹은 연개소문의 난이라고도 부른다.

## 배경

### 주화파의 득세
고구려는 586년 평원왕이 새 궁을 건설하여 평양성으로 천도한 시점부터 구 고도였던 국내성과  평양성간에 대립이 심화되었다. 국내성은 유리명왕이 서기 3년 천도한 후 다시 장수왕이 427년 평양으로 수도를 옮기기 전까지 약 400년이 넘는 기간동안 고구려의 수도였기 때문에 그 정통성과 계파는 중앙정부인  평양성이 무시할 수준이 못되었다. 애초에 장수왕이 도읍을 평양으로 욺긴 것 또한 고구려 오부가 장악하고 있는 국내성을 떠나 새 도읍으로 이전하여 그곳의 신흥세력을 만들고 국내성의 세를 약화시켜 왕권을 강화하기 위함이었다. 한편 국내성파와 평양성파는 고구려-수 전쟁동안 협력하여 수(隋) 양제의 110만 대군을 방어해내고 전쟁을 승리로 이끌었으나 수가 망하고 당(唐)이 들어서 다시 고구려를 침공할 기미를 보이자 영류왕을 중심으로 당(唐)에 사대외교를 도모하자는 주화파(主和派)와 수(隋)때와 비슷하게 대등한 외교를 앞세운 주전파(主戰派)로 나뉘었다. 국내성은 400년의 고도였던만큼 고구려 오부의 근거지로서 국익보다 권익을 중시해 전쟁을 피하자는 주화파가 득세하였으며,  평양성은 새 도읍지로서 신흥세력이 핵심인 주전파의 본거지가 되었다.
고구려-수 전쟁에서 2인자에 해당하는 막리지에 있던 을지문덕과 함께 전쟁을 승리로 이끈 전쟁영웅 영류왕은 강경노선이었던 영양왕에 뒤를 이어 즉위한 후 줄곧 친당(親唐) 노선을 유지해왔다. 왕을 중심으로 주화파 대신들이 조정을 장악하여 나라정책을 좌지우지하였다. 영류왕은 주화파 노선을 걸어 당와 고구려-수 전쟁 당시 잡혀갔던 양국의 포로들을 교환하고 도교를 수입하는 등 다방면에서 서로 교류하였다. 624년에는 당으로부터 상주국 요동군공 고구려왕(上柱國遼東郡公高句麗王)에 책봉되어 평양성내의 주전파들의 반감을 샀다. 626년 황태자 이건성을 죽이고 당 고조를 압박해 선위로써 찬탈한 당 태종 이세민이 제위에 오르자 영류왕은 발맞춰 사신을 보내 교류하였다. 백제와 신라가 당에 고구려가 당으로 가는 길을 막는다고 호소하자, 당은 고구려에 백제와 신라와 화친하라고 종용하였다. 영류왕은 당 태종이 한 요구를 수용해 백제와 신라와 화친하였다.

### 태자의 장안입조와 내부갈등

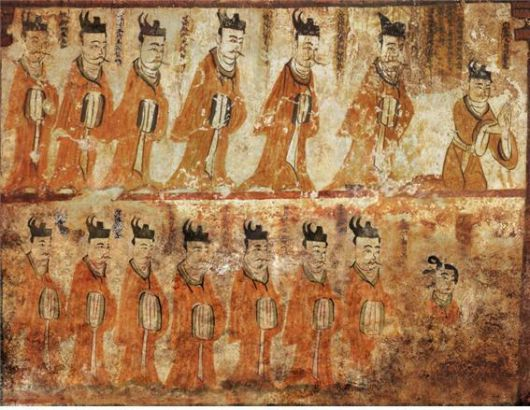
평안남도의 고구려 쌍영총 벽화

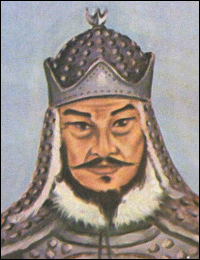
연개소문

628년에 당이 마지막 남은 군벌 세력과 서돌궐을 제거하고 통일하였듯, 당의 성장을 당과 가까운 고구려의 영류왕은 심히 염려하였고, 당에서 멀리 떨어진 신라는 당을 이용해 영토를 확장하려고 계획했다. 신라 진평왕은 당이 내부 통일을 완수하면 필시 고구려를 공격하리라고 판단했으므로 고구려는 한반도 변경에 병력을 집중시킬 수 없으리라고 판단하고 629년에 김유신으로 하여금 고구려를 공격해 동측 경계 지역인 낭비성(娘臂城)을 탈취하였다. 고구려는 몇 번에 걸쳐 반격했지만 당시 조정은 주화파 세력의 입김이 강하여 당의 침입을 우려해 적극적으로 나서지는 않았다.
영류왕은 조정을 장악한 주화파의 지지를 받고 있었으나 한편으로는 당에 대한 방비를 게을리하지 않고 631년(영류왕 14년)에 고구려의 서쪽 국경에 천리장성(千里長城)을 쌓았다. 이때 영류왕은 2대에 걸쳐 총리직에 해당하는 막리지를 배출한 평양성 명가(名家)의 어른이자 당시 막리지였던 연태조(淵太祚)에게 천리장성의 축성 지휘를 맡겼다. 부여성에서 발해만에 달하는 천리장성 축조를 지휘하던 연태조는 축성 과정에서 지병으로 죽고 말았다. 이에 그의 아들 연개소문(淵蓋蘇文)이 천리장성 지휘의 후임을 맡게 되었다. 연개소문은 권력욕이 높은 인물로 천리장성 축조의 후임책임자 직책을 바탕으로 평양성의 중앙정계에 입성하기 위해 아버지의 막리지를 물려받기 위해서 동분서주하였다고 한다. 그러나 그의 품성이 좋지 않다는 이유로 사람들의 반대가 심하여, 그 자신이 직접 여러 사람들을 찾아다니며 뇌물과 설득을 통해 겨우 막리지를 세습할 수 있었다. 이후 연개소문은 본격적으로 중앙 정계에 입성해 주전파의 얼굴이 되었다.
한편 고구려가 대신라전에서 고전을 면치 못할 때 당은 동돌궐을 멸망시키고 고구려에 사신을 보내 왕태자를 장안(長安)에 입조시키라고 요구하였다. 당의 요구에 평양의 조정은 다시 주전파 주화파로 양분돼 치열히 논쟁했다. 왕태자가 상대국에 입조하는 경우는 대게 그 나라에 종속된 속국에서 행해졌던 일이기 때문에, 주전파는 왕태자를 장안에 보내지 말라고 주장했고 주화파는 왕태자를 장안으로 보내 당과의 사대관계를 더 돈독히 하자고 주장했다. 주화파의 노선을 걷던 영류왕은 640년에 왕태자 고환권(高桓權)을 장안에 보냈고 당 태종에게 서신을 보내 왕태자를 당의 국학에 입학을 청원하였다.
641년에 당 태종은 왕태자의 예방에 답하고자 직방낭중 진대덕을 고구려에 보내겠다는 서신을 보내자, 주화파와 주전파는 재대립하였다. 진대덕은 당에서 직방낭중의 관직을 가진 자로 직방낭중은 정5품 ~ 정6품 사이의 관직이기 때문에 나라를 대표하는 국왕의 의전을 받기엔 많이 낮은 벼슬이었다. 그러나 이 역시 영류왕은 주화파의 손을 들어주며 사신 진대덕은 고구려에 들어와 왕의 의전을 받고, 고구려에 머무는 동안 요수에서 평양성까지 고구려의 지리를 자세히 관찰하고 각 성에 배치된 군사력까지 면밀하게 조사하는 등 당의 간첩으로서 방해받지 않고 활동하였다. 진대덕은 첩보활동 외에도 고구려에 머물며 수나라와의 전쟁에서 고구려가 이긴 사건을 기념하는 승전탑을 허물고, 전사자의 유골을 모아 장례를 치러서 고구려인들의 민족감정을 자극하였다. 이에 주전파들은 항의하였으나 영류왕은 진대덕에 대한 주전파들의 불만을 무시했다. 당에 귀국한 진대덕은 곧바로 당 태종에게 고구려를 공격하라고 간언하였다.

## 경과
주전파의 점증한 불만은 영류왕의 친당책으로 입지가 좁아질수록 더 고조됐으나 영류왕을 비롯한 주화파에서는 그런 주전파의 불만을 무시하는 걸 넘어 갈수록 당에 대한 모화사상(慕華思想)으로 발전돼 급기야 당의 공격을 방비하기 위해 시행한 천리장성 축조까지 중단하자고 주장하였다. 이때 아버지 연태조의 후임으로 천리장성 축조를 감독하던 연개소문이 강하게 반발하였다. 연개소문은 이미 주전파의 핵심인물이었고, 평양성내의 입지가 큰 자였기 때문에 그의 반발에 주전파들은 크게 동요하였다. 왕족 사이에서도 내분이 일어났는데, 본래 25대 태왕 평원왕의 자식들중 장남 영양왕과 차남 영류왕은 왕위를 계승 받았으나 3남 고대양(高大陽)은 그러지 못하였으므로, 왕위경쟁에서 밀려나 대양왕(大陽王)으로 불렸다. 그렇기 때문에 대양왕을 따르던 세력은 현 조정에 불만이 있는 상황이었다. 이러한 상황에서 고대양(高大陽)의 아들 고장(高臧)은 연개소문과 결탁하여 주전파를 등에업고 왕위를 도모하려 하였다.
주전파와 대양왕(大陽王)계가 연개소문을 중심으로 모이는 여론을 의식한 영류왕과 주화파 대신들은 그의 영향력과 성품이 두려워 연개소문을 일찍이 제거하려고 하였다. 영류왕이 자신을 제거하려는 분위기를 눈치 챈 연개소문은 자신들의 측근을 비롯한 주전파들과 모의하여 영류왕과 주화파 세력을 척결하려 하였다.

### 왕을 시해하고 장을 옹립하다
642년 음력 10월에 천리장성으로 떠나는 자신이 통솔하는 군 열병식에 주화파측 대신으로 추정되는 1백여 명(《일본서기》는 「이리거세사伊梨渠世斯 등 180여 명」)을 초대하여 모두 살해하고,  평양성 대궐로 쳐들어가 왕인 영류왕을 죽이는 쿠데타를 일으켰다 연개소문은 도망가려는 영류왕을 잡아 살해시키고 그 시신을 토막내어 목과 사지를 저자거리에 매달았다. 그리고 고장(高臧)을 보장왕으로 옹립하는 한편, 할아버지 연자유(淵子遊)와 아버지 연태조(淵太祚)가 맡았던 고구려 총리격의 막리지(莫離支)보다 더 강한 실권을 가진 대막리지(大莫離支)를 신설해 본인이 그 자리에 올랐다. 그의 쿠데타에 대해 도현신 작가는 《어메이징 한국사》(서해문집)에서 영류왕의 당에 대한 저자세 외교에 대한 반감이 원인인 사건으로 읽는다. 연개소문이 상징하는 주전파의 민족주의 성향 군부에서 쿠데타를 일으켜 영류왕을 시해했을 것으로 본 것이다.

## 결과
연개소문은 당시 고구려에서 왕에 이은 2인자이자 총리직에 해당하는 막리지(莫離支)보다 더 강한 실권을 가진 왕과 대등한 대막리지(大莫離支) 관등을 신설하고 본인이 직접 그 자리에 올랐다. 대막리지(大莫離支)는 왕의 총무를 모두 독점하는 형태였기 때문에 왕은 실질적인 권력이 없는 얼굴마담에 해당하였다. 대막리지의 역할은 일본의 정이대장군(征夷大將軍, 세이이타이쇼군)과 고려 최씨정권의 교정도감(敎定都監)과 유사하였다.
연개소문은 대신을 100여명 이상 죽이는 학살에 가까운 정변을 통해 주화파가 득세하던 고구려 중앙 정계의 판 자체를 뒤바꿔놓았다. 642년을 기점으로 고구려의 모든 권한은 연개소문이 독점하게 되었으며 그의 식솔들과 그를 따르는 주전파들이  평양성 조정을 장악하게 되었다.
연개소문 사후에도 그의 아들들인 연남생, 연남건등이 대막리지 자리를 세습하고 고구려의 권력을 연씨가 독점하였다. 이렇게 만들어진 연씨정권은 26년간 이어지다 668년 고구려가 망하여 끝이 났다.

## 관련 문헌
- 한국사데이터베이스

## 작품
- 《칼과 꽃》(KBS, 2013년)
- 《연개소문》(SBS, 2006년~2007년)

### 소설
- 강무학 「연개소문」(전2권) 문예춘추사, 1984년
- 유현종 「연개소문」(전7권) 행림출판사, 1986년~1992년
- 박혁문 「연개소문」(전6권) 중명, 2003년~2006년
- 이언호 「연개소문」 큰방, 2003년
- 김영진 「연개소문」 신성문화사, 2006년
- 명건영 「안시성」 한솜미디어, 2006년

## 같이 보기
| - 평양성 - 국내성 - 평원왕 - 영양왕 | - 고구려 오부 - 대막리지 - 막리지 |